# Teoría del poblamiento tardío
La teoría del poblamiento tardío es la teoría sobre el poblamiento de América que predominó desde mediados hasta finales del siglo XX. Sostuvo que, hace aproximadamente entre 14 000 y 13 500 años antes de nuestra era, un pequeño grupo de seres humanos procedentes de Siberia ingresó al continente americano por el estrecho de Bering, hacia Alaska, en el período en que bajó el nivel de las aguas durante la edad de hielo, y después marcharon hacia el sur a través de un corredor libre de hielo al este de las Montañas Rocosas, el valle del río Mackenzie, en la zona oeste de la actual Canadá, a medida que el glaciar retrocedía, para constituir la cultura Clovis, de los cuales a su vez descienden todos los demás pueblos originarios de América. 
La base de la teoría del poblamiento tardío son los yacimientos arqueológicos descubiertos en 1929 que constituyen la bien estudiada cultura Clovis y su llamativo diseño de las puntas de lanza (puntas Clovis). El consenso llegó a su fin tras el hallazgo en América de yacimientos arqueológicos con presencia humana mucho más antiguos, entre ellos Monte Verde en el sur de Chile, lo que dio paso a la teoría del poblamiento temprano, que es la más aceptada actualmente.

## Sustento
La teoría expone que los sitios arqueológicos datados antes de trece mil años tienen muy poca aceptación en la comunidad científica internacional, y principalmente entre los científicos norteamericanos seguidores de Aleš Hrdlička. La mayoría de arqueólogos, entre ellos el reconocido Thomas Lynch de la Universidad de Cornell, han cuestionado la seriedad de todos los sitios pre-Clovis.

### Argumentos
Los argumentos que constituyen la base de la teoría del poblamiento tardío son:
- La fecha más antigua de la Cultura Clovis es de 13.500[1] a 13.050 años.[2]
- No se habría probado rigurosamente la existencia de otros sitios arqueológicos que contengan presencia humana anterior a Clovis. Este es el argumento más importante. Hay reportes sobre dataciones mucho más antiguas, especialmente en Sudamérica, pero no han sido reconocidos por gran parte de la comunidad científica debido a críticas en los métodos o procedimientos de datación.[3]
- Hasta por lo menos hace 14.000 años y posiblemente hasta aproximadamente 11.000 años, el corredor del río Mackenzie había sido intransitable, por estar completamente cubierto por los glaciares.[4]
- Siempre han existido teorías y hallazgos arqueológicos que pretendían ser anteriores a Clovis y que luego han demostrado ser incorrectas (Ameghino 1879,1880; Lynch 1974,1983; Dincauze 1984; Lavallée 1985; Owen 1984; Fagan 1987).
- La muy escasa cantidad de huesos humanos que se atribuyen al periodo pre-Clovis.
- En los últimos años algunos arqueólogos y geólogos propusieron fechas con antigüedades de 15.000 a 70.000 años para varios restos de huesos norteamericanos y todos, o casi todos, han sido reevaluados y desacreditados (por ejemplo los casos de Sunnyvale, Haverty, Del Mar, Riverside-San Jacinto, Taber, La Jolla, Los Ángeles-Baldwin Hills, Yuha, Truckhaven, Hombre de Otavalo, Laguna; analizados por Taylor et al. 1985; o los cráneos de Punín, analizados por Holm, 1981:13).

### Científicos que sustentan la teoría

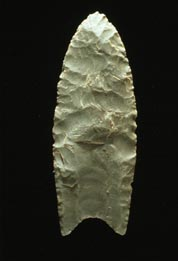
La característica punta Clovis.

La teoría del poblamiento tardío está sostenida mayoritariamente por arqueólogos estadounidenses, entre ellos: Thomas F. Lynch de la Universidad de Cornell y Calbot Vance Haynes.

## Fin del Consenso Clovis
El cuestionamiento a la teoría del poblamiento tardío ha generado un acalorado debate, en la comunidad científica y los medios de comunicación especializados, que suele llegar hasta los agravios.
Actualmente la teoría del poblamiento tardío (Clovis) ha sido puesta seriamente en cuestión por una serie de hallazgos y estudios arqueológicos, lingüísticos y genéticos que están produciendo crecientes evidencias sobre presencia humana en América muy anterior. Estos estudios, que pueden ser definidos como teoría del poblamiento temprano o pre-Clovis, no solo están cuestionando la fecha de llegada de los primeros seres humanos, sino, con ella, el origen y las rutas utilizadas para llegar y para extenderse por el continente.
Actualmente la teoría del poblamiento tardío ha perdido sustento y se considera que la Cultura Clovis no representa la cultura ancestral de los demás pueblos americanos. El principal argumento es el hallazgo de los restos arqueológicos de Monte Verde, al sur de Chile, con 14 800 años de antigüedad, considerados los más antiguos de América, están ampliamente reconocidos por la comunidad científica. Además, en 2016 se encontraron en Florida restos humanos de 14 550 años de antigüedad.